# Joanny
Jean-Bernard Brisebarre zwany Joanny (ur. 2 lipca 1775 w Paryżu, zm. 6 stycznia 1849) – aktor francuski

## Kariera sceniczna
| Rok  | Sztuka                   | Autor                               |
| ---- | ------------------------ | ----------------------------------- |
| 1819 | Les Vêpres siciliennes   | Casimir Delavigne                   |
| 1821 | Le Paria                 | Casimir Delavigne                   |
|      | Frédégonde et Brunehaut  | Népomucène Lemercier                |
| 1822 | Saül                     | Alexandre Soumet                    |
|      | Les Machabées            | Alexandre Guiraud                   |
| 1826 | Le Siège de Paris        | Charles-Victor Prévost d'Arlincourt |
| 1828 | Walstein                 | Pierre-Chaumont Liadières           |
| 1829 | Le More de Venise        | Alfred de Vigny                     |
|      | Henri III et sa cour     | Alexandre Dumas                     |
| 1830 | Hernani                  | Victor Hugo                         |
| 1831 | La Reine d'Espagne       | Henri de Latouche                   |
| 1833 | Les Enfants d'Édouard    | Casimir Delavigne                   |
| 1835 | Chatterton               | Alfred de Vigny                     |
| 1837 | Le Chef-d'oeuvre inconnu | Charles Lafont                      |
| 1838 | Louise de Lignerolles    | Prosper-Parfait Goubaux             |
|      | Le Camp des croisés      | Adolphe Dumas                       |
| 1839 | Laurent de Médicis       | Léon Bertrand                       |